# 山苦茶
山苦茶（学名：Mallotus oblongifolius）为大戟科野桐属下的一个种。其种加词“oblongifolius”意为“叶长圆形的”。
现接受名为山苦茶（Mallotus peltatus (Geiseler) Müll.Arg., 1865）。